# Рекаред II
Рекаред II био је визиготски краљ у Хиспанији. Био је веома млад кад је ступио на престо и његова владавина била је врло кратка - једва неколико дана или недеља након смрти његовог оца, Сисебута, 621. године. Био је постављен на престо у напорима да се успостави визиготска краљевска династија, међутим, без успеха. 
Након његове смрти наследио га је војсковођа Свинтила. 